# Cloreto de bismuto(III)
Cloreto de bismuto(III) é um composto inorgânico de fórmula química BiCl3. Esse sal é fonte comum do cátion Bi3+.  Em fase gasosa e no retículo cristalino, a espécie adota a geometria piramidal, de acordo com a teoria VSEPR.

## Preparação
Cloreto de bismuto pode ser preparado por passagem do gás cloro diretamente sobre o bismuto metálico.
2 Bi + 3 Cl2 → 2 BiCl3
ou por dissolução do bismuto metálico em água régia, evaporando a solução para dar BiCl3.2H2O,  que pode ser destilado para formar o tricloreto anidro.